# Livstid (eksperimentalfilm)
|  | Denne artikel er oprettet af botten Steenthbot ud fra en ekstern database. Den kan derfor have sproglige fejl eller mangler. Denne skabelon kan fjernes efter kontrol af indholdet. |

Livstid er en dansk eksperimentalfilm fra 2002 instrueret af Annika Strøm.

## Handling
En video om tid og kunst. Videoen er en del af et projekt der hedder 'Sevensongs' Filmen indeholder 3 sange.